# Делсон (Квебек)
Делсон (фр. Delson) је град у Канади у покрајини Квебек. Према резултатима пописа 2011. у граду је живело 7.462 становника.

## Становништво
Према резултатима пописа становништва из 2011. у граду је живело 7.462 становника, што је за 1,9% више у односу на попис из 2006. када је регистровано 7.322 житеља.
| 2006. | 2011. |
| ----- | ----- |
| 7.322 | 7.462 |